# Camelostrongylus
Camelostrongylus ist eine Gattung der Fadenwürmer mit 20 Arten, die im Magen bzw. Labmagen und Dünndarm von Kamelen, Schafen und Ziegen parasitieren.

## Merkmale
Camelostrongylus hat die Merkmale der Trichostrongylinae. Die Mundhöhle ist klein, Halspapillen vorhanden. Die Bursa copulatrix ist zweilappig, ihre Ventrallippen annähernd parallel und gleich lang. Die Seitenrippen entspringen aus einem gemeinsamen Strang mit den Ventrallippen, die externodorsalen Rippen nähern sich an ihrer Basis an. Die Dorsalrippen sind die kürzesten aller Rippen und am Ende gespalten und diese spalten sich wiederum. Eine zusätzliche Bursamembran überdeckt den gemeinsamen Stamm der Dorsalrippe bis zur Teilung. Die Spicula sind gleich lang und weisen eine Querstreifung und ein schaumiges Aussehen auf. Ihre Enden sind gespalten und mit einer hellen Membran verbunden, ein Gubernaculum ist ausgebildet. Weibchen sind im Bereich der Vulva am dicksten, Ihr Ende verjüngt sich deutlich. Sie sind ovipar.

## Systematik
Zur Gattung gehören nach dem Interim Register of Marine and Nonmarine Genera folgende Arten:
- Camelostrongylus aegagri (Grigorian, 1949)
- Camelostrongylus argunicus Rudakov in Skrjabin & Orloff, 1934
- Camelostrongylus bisonis Chapin, 1925
- Camelostrongylus bondarevi (Andreeva, 1957)
- Camelostrongylus buriaticus Konstantinova, 1934
- Camelostrongylus butschenevi Rudakov, 1937
- Camelostrongylus dahurica Orloff, Belova & Gnedina, 1931
- Camelostrongylus erschovi (Hsu, Ling & Liang, 1957)
- Camelostrongylus harrisi (Le Roux, 1930)
- Camelostrongylus hsiungi (Hsu, Ling & Liang, 1957)
- Camelostrongylus kasakhstanica Dikov & Nekipelova, 1969
- Camelostrongylus lyratus Sjoberg, 1926
- Camelostrongylus mentulatus (Railliet & Henry, 1909)
- Camelostrongylus nemorhaedi Shults & Kadenatsii, 1950
- Camelostrongylus nianqinqtanggulaensis (Kung & Li, 1965)
- Camelostrongylus odocoilei (Dikmans, 1931)
- Camelostrongylus orientalis (Dikov, 1963)
- Camelostrongylus ryjikovi (Jancev, 1977)
- Camelostrongylus skrjabini Kamenskii, 1929
- Camelostrongylus trifidus Cuille, Marotel & Panisset, 1911

Synonyme sind Orloffia Drozdz, 1965, Ostertamia Dikov, 1963 und Spiculopteroides Jansen, 1958.